# Oscar (sfânt)

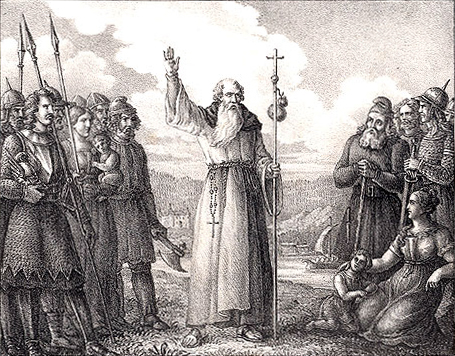
Sfântul Oscar predicând învățăturile creștine vikingilor.

Oscar (Ansgarius) (n. 801, Galia — d. 865, Bremen) a fost un călugăr benedictin, arhiepiscop de Hamburg și ulterior sfânt. El este cunoscut și sub numele de Apostolul Nordului.

## Viața
S-a născut în Galia la începutul secolului al IX-lea și a primit educația în mănăstirea de la Corbia, devenind călugăr benedictin. În anul 826 propovăduiește credința în Danemarca, dar fără multe roade; totuși a avut rezultate mai bune în misiunea din Suedia din anul 829, convertindu-l la creștinism pe regele Olaf. A fost ales episcop de Hamburg și confirmat de papa Grigore al IV-lea, apoi a devenit arhiepiscop, având influență și peste Bremen, iar apoi a fost trimis ca reprezentant papal în Danemarca și Suedia. A avut de întâmpinat multe greutăți în lucrarea de evanghelizare, însă le-a depășit cu tărie. El a murit în anul 865 și a fost canonizat de papa Nicolae I.
Oscar este sărbătorit în Biserica catolică la 3 februarie.